# Corentin Magnou
Corentin Magnou, né le 22 septembre 2001, est un athlète français spécialiste des courses de demi-fond.

## Biographie
Corentin Magnou est licencié depuis 2011 au club de l'Entente Royan Saint-Georges athlétisme, avec comme spécialité le cross où il est plusieurs fois champion départemental junior puis se consacre en 2018 au 400 m et 800 m. En 2018, il se qualifié au championnat de France sur 800 m où il boucle sa série en 1 min 57 s 67, sans pouvoir accéder à la finale. En janvier 2019, il établit un nouveau recod personnel sur 800 m en 1 min 55 s 65. Il rejoint cette année là le club de l'US Talence Athlétisme.
En juin 2025, il intègre l'équipe de France A aux championnats d'Europe par équipes ; il obtient la médaille de bronze avec un temps de 1 min 45 s 06 .

## Palmarès

### International
| Date | Compétition | Lieu | Résultat | Épreuve | Marque |
| ---- | ----------- | ---- | -------- | ------- | ------ |

## Records
| Épreuve | Marque | Lieu | Date |
| ------- | ------ | ---- | ---- |